# Hyundai Ioniq 7
La Hyundai Ioniq 7 est un crossover électrique du constructeur automobile sud-coréen Hyundai produit à partir de 2024.

## Présentation
La Hyundai Ioniq 7 est présenté au second semestre 2024.

## Caractéristiques techniques
La Ioniq 7 repose sur la plateforme technique E-GMP du groupe Hyundai, servant notamment à sa cousine Kia EV6.

### Motorisations
| Logo de Hyundai                           | Ioniq 7              | Ioniq 7              | Ioniq 7              |
| Logo de Hyundai                           | RWD 58               | RWD 77               | AWD 77               |
| ----------------------------------------- | -------------------- | -------------------- | -------------------- |
| Puissance moteur électrique (kW)          | 125                  | 168                  | 239                  |
| Puissance maximale (ch)                   | 170                  | 229                  | 325                  |
| Couple maximal (N m)                      | 350                  | 350                  | 605                  |
| Transmission                              | Propulsion           | Propulsion           | Intégrale            |
| Vitesse maximale (km/h)                   |                      |                      |                      |
| 0-100 km/h (s)                            |                      |                      |                      |
| Consommation (kWh/100 km)                 |                      |                      |                      |
| Masse à vide (kg)                         |                      |                      |                      |
| Batterie                                  |                      |                      |                      |
| Type                                      | Lithium-ion polymère | Lithium-ion polymère | Lithium-ion polymère |
| Capacité brute (kWh)                      | 58                   | 77,4                 | 77,4                 |
| Autonomie (cycle WLTP)                    |                      |                      |                      |
| Poids (kg)                                |                      |                      |                      |
| Puissance maximale de charge              |                      |                      |                      |
| en courant alternatif monophasé (AC) (kW) | 7,4                  | 7,4                  | 7,4                  |
| en courant alternatif triphasé (AC) (kW)  | 11                   | 11                   | 11                   |
| en courant continu (DC) (kW)              |                      |                      |                      |
| Temps de recharge                         |                      |                      |                      |
| sur une prise 3,7 kW (0 à 100 %)          |                      |                      |                      |
| sur une Wallbox 11 kW (AC) (10 à 100 %)   |                      |                      |                      |
| sur une borne 50 kW (DC) (10 à 80 %)      |                      |                      |                      |
| sur une borne 350 kW (DC) (10 à 80 %)     |                      |                      |                      |

## Concept car
La Hyundai Ioniq 7 est préfigurée par le concept car Hyundai Seven Concept présenté au salon de l'automobile de Los Angeles 2021.